# 川本明
川本 明（かわもと あきら、1958年（昭和33年）8月19日 - ）は、日本の元経産官僚、経済学者、ファンド経営者。
ガバナンスファンドのアスパラントグループ株式会社副会長/ファウンディングパートナー。　https://www.aspirantgroup.jp/member/akira.kawamoto/
慶応義塾大学経済学部特任教授（現代日本経済論、規制改革の経済学）。淑徳大学客員教授、新潟県立大学客員教授。専門は規制改革、法と経済学、イノベーション、日本経済論、経済政策、産業政策。元経済産業省、OECD、内閣府、内閣官房。

## 主な経歴・概要
東京大学法学部卒。大学卒業後、1981年通商産業省に入省。在職中の1986年にオックスフォード大学（英国）に政府派遣で留学、同大学PPE（哲学政治経済）コースに学び、修士号（Master of Arts)を取得。課長補佐時代は産業構造調整、「90年代通産政策ビジョン」や環境政策などに従事。祖父は川本泉（元貴族院議員）、父は川本弘（元住友商事株式会社常務取締役、元住友情報システム株式会社（現SCSK株式会社）社長）。
規制改革会議/創業・IT等WG専門委員（2013年 - 2016年）。農林水産省「A-FIVEの検証に係る検討会」委員（2020）。 再生可能エネルギー等に関する規制等の総点検タスクフォース構成員（2020年－2024年）。規制改革推進会議専門委員（2023年ー）
- 1994年 - 経済企画庁 調整局 調整課
- 1995年 - 経済協力開発機構(OECD)事務局、プリンシパル・アドミニストレータ。規制改革プロジェクトに参画、閣僚理事会報告書作成や日本の政策審査などに従事。
- 1999年 - 日本政府に復帰、通商調査室長として「通商白書2000」の刊行を担当。
- 2000年 - 資源エネルギー庁公益事業部業務課長　(2001年行政改革による組織変更で経済産業省資源エネルギー庁電力ガス事業部電力市場整備課長に）
- 2003年 - 経済産業政策局 産業構造課長
- 2004年 - 内閣府参事官（科学技術政策担当政策統括官付）　総合科学技術会議を担当
- 2006年 - 経済産業研究所(RIETI)ディレクター
- 2008年 - 内閣官房参事官 社会保障国民会議を担当
- 2009年 - 経済産業政策局 大臣官房審議官（社会経済政策担当）　　+
- 2010年 - 企業再生支援機構 専務執行役員
- 2012年 - 経済産業省を退官
- 2013年 - 慶應義塾大学経済学部教授、アスパラントグループ株式会社シニアパートナー
- 2014年 - フューチャーアーキテクト（現・フューチャー）株式会社取締役 （現在に至る）
- 2018年 - オンワードホールディングス株式会社取締役(現在に至る）
- 2024年　アスパラントグループ株式会社　副会長/ファウンディングパートナー　+

## 著書

### 単著
- 『規制改革』（中央公論社[中公新書]、1998年）
- 『なぜ日本は改革を実行できないのか――政官の経営力を問う』（日本経済新聞出版社、2013年）

### 共編著
- （福井秀夫）『司法を救え』（東洋経済新報社、2001年）
- （矢尾板俊平、小林慶一郎、中里透、野坂美穂）『世の中の見え方がガラッと変わる経済学入門』（ＰＨＰ研究所、2016年）

### その他主要著作
- 「司法改革と日本経済」（福井秀夫・川本明編『司法を救え』（東洋経済新報社、2001年）所収）
- 「日本の規制改革　展望と課題」（佐藤英善・山本哲三編『ネットワーク産業の規制改革』（日本評論社、2001年）所収）
- 「日本の電力改革-自由化から構造改革へ」（川本明/岩崎友彦/酒井重人/勝山正昭/籠屋邦夫『新展開電力ビジネス』（日本電気協会新聞部、2001年）所収）
- 「ＷＴＯと国内規制改革」（岩田一政編　『日本の通商政策とWTO』（日本経済新聞社、2003年）所収）
- 「水道事業の民営化」（八代尚宏編『「官製市場」改革』（日本経済新聞社、2005年所収）
- 「研究開発政策-政府研究開発投資の最適配分」(若杉隆平と共著)（矢野誠編『法と経済』（東京大学出版会、2007年）所収）
- 「薬事制度」(若杉隆平、若杉春枝と共著)（矢野誠編『法と経済』（東京大学出版会、2007年）所収）
- 「東日本大震災を乗り越えて-広域東北経済特区の仕組みづくりの提言-」(松田修一と共著)　日本ベンチャー学会誌　2011年
- 「『革新』継続させる仕組みを」　『経済教室』日本経済新聞　2013年10月
- 「日本株式会社」の創造的破壊を」　『改革者』政策研究フォーラム　2013年11月
- 「規制改革の実行こそが成長戦略のカギだ」中央公論　2014年4月
- 「国家資格に様々な弊害」（再論規制改革上）『経済教室』日本経済新聞　2015年6月
- 「私の提言　大型民営化の成功事例を持つ日本　あらゆる分野でＰＦＩを活用し経済活性化と財政再建の切り札に」日経ムック『公共インフラ再生戦略　PPP／PFI徹底ガイド2016年版』
- 「検証・成長戦略（上）「供給」側の制約　解消を　成長の主役　あくまで民間」『経済教室』日本経済新聞　2016年7月
- 「経済政策5年間の検証」『改革者』政策研究フォーラム　2017年6月
- 「需給調整より品質規制を　デジタルの流れに対応」（市場にどう向き合う）『経済教室』日本経済新聞　2017年9月
- 「東芝半導体　教訓と課題は」複眼　日本経済新聞　2017年10月
- 「日英同盟30年」交遊抄　日本経済新聞　2018年3月
- 「官僚人事、外部の目線で変革を」『私見卓見』日本経済新聞 2018年7月
- 「中国封じ込めに転換か　西側新戦略の内実」東洋経済オンライン2018年12月　https://toyokeizai.net/articles/-/254244
- 「民間主導の投資に転換を-A-FIVE検証が提起した課題」2020年9月8日Agrio 時事通信
- 「電力市場の競争実質化に向けて―公正取引委員会「電力分野における実態調査報告書（卸分野について）令和６年１月からの考察」公正取引　2024年4月
- 「未上場株式市場の育成急務」(企業を阻む制度問題）『経済教室』日本経済新聞　2025年5月
- 定期寄稿　電気新聞ウェーブ時評（2020年-）

### 英語論文
- “Regulatory Reform, Market Access and International Market Contestability; An Analytical Framework” in Regulatory Reform and International Market Openness, OECD Proceedings 1996
- “Regulatory Reform in the International Trade Policy Agenda” Journal of World Trade, August 1997
- “Regulatory Reform and Globalization” Asia-Pacific Review, September 1998
- “Unblocking Japanese Reform” OECD Observer, March 1999
- “How can Regulatory Reform Be Linked to the New Trade Round?” international trade law and regulation, October and December 2000
- “New Japan – Economic renaissance and its enemies” KDP/LuLu Press, July 2014
- “The Economic Consequences of the Coronavirus” February 12, 2020, Project Syndicate
- “Beyond Abenomics” February 24, 2020, Project Syndicate
- “Abenomics after Abe” September 15, 2020, Project Syndicate
- “Japan’s Post-Abe Trust Crisis” October 6, 2022, Project Syndicate Japan’s Post-Abe Trust Crisis by Akira Kawamoto - Project Syndicate (project-syndicate.org)
- "Ministry of Economy, Trade and Industry" Chapter 20, Handbook of Japanese Administration and Bureaucracy, 2024